# Jacques Abbadie

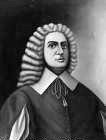
Jacques Abbadie

Jacques Abbadie, auch James, Jacobus oder Jacob Abbadie (* wohl 1654 in Nay (Pyrénées-Atlantiques), Béarn; † 25. September 1727 in Mary-le-Bone bei London) war ein französischer reformierter Theologe und apologetischer Schriftsteller. Nach seiner theologischen Ausbildung verließ er Frankreich, wo sich die Hugenotten aufgrund der Religionspolitik König Ludwigs XIV. zunehmenden Repressionen ausgesetzt sahen, und wirkte von 1680 bis 1689 als Prediger der französischen reformierten Gemeinde in Berlin. Er gewann die Gunst des brandenburgischen Kurfürsten Friedrich Wilhelm und verfasste in dieser Zeit als Hauptwerk seinen Traktat „Über die Wahrheit der christlichen Religion“, der zu den Schriften der christlichen Apologetik zählt. Bald nach dem Tod des Kurfürsten begab sich Abbadie nach England und schrieb dort neben theologischen Werken auch zwei politische Verteidigungsschriften im Interesse des englischen Königs Wilhelm III. Ab 1699 lebte er meist in Irland, wo ihm eine Pfründe zugewiesen worden war.

## Leben

### Herkunft und frühes Leben
Das Geburtsjahr von Jacques Abbadie ist unsicher. Jürgen Splett grenzt den Zeitraum, in dem Abbadie geboren wurde, aufgrund widersprüchlicher Angaben in einschlägiger Fachliteratur auf 1654 bis 1658 ein. Die Londoner Zeitung Daily Courant gab in ihrem Nachruf auf Abbadie vom 5. Oktober 1727 an, dass er im Alter von 74 Jahren verstorben sei. Laut Ruth Whelan ist es sehr wahrscheinlich, dass er mit jener gleichnamigen Person identisch ist, deren am 27. April 1654 erfolgte Taufe bezeugt ist. In diesem Fall wäre er das dritte Kind von Pierre Abbadie und Violente, geb. de Fortaner. A. Degert vertrat im Dictionnaire de Biographie française den Standpunkt, dass Abbadies Eltern arm gewesen seien und er nur durch finanzielle Zuwendungen führender Hugenotten seiner Umgebung eine höhere Ausbildung habe erlangen können. Jedenfalls wurde Abbadie durch den Besuch der protestantischen Schule seines Geburtsort Nay, die vom Prediger und theologischen Schriftsteller Jean de la Placette geleitet wurde, auf die Absolvierung eines Universitätsstudiums vorbereitet.
Abbadie studierte ab 1673 Theologie an den damals noch bestehenden reformierten Akademien von Montauban-Puylaurens, Saumur und Sedan. Letzteres Institut, das sich die Genfer Akademie zum Vorbild nahm, brachte auf hohem Niveau ausgebildete Prediger hervor, die sich auch in der Kontroversliteratur gut auskannten. Im Januar 1679 wechselte Abbadie als Kandidat für das Predigeramt an die französisch-reformierte Kirche von Charenton bei Paris und perfektionierte dort seine Redekunst bei den Predigern Jean Claude und Pierre Allix. Besonders beeindruckten ihn aber die Kanzelreden des Jesuiten Louis Bourdaloue. Bald wurde er in der französischen Hauptstadt als begabter Redner bekannt. Im März 1680 promovierte er an der Akademie von Sedan zum Doktor der Theologie. Damals zwang aber die Religionspolitik König Ludwigs XIV. zahlreiche Hugenotten zur Auswanderung. Der Große Kurfürst, Friedrich Wilhelm, gewährte den Emigranten in seinem brandenburgischen Reichsgebiet großzügig Gastfreundschaft. Sein Gesandter in Paris, Louis de Bouveau, Graf d’Espence, suchte in kurfürstlichem Auftrag einen neuen Prediger für die damals noch nicht sehr zahlreiche französische protestantische Gemeinde in Berlin. Er war bereits auf die rhetorischen Fähigkeiten Abbadies aufmerksam geworden und bewog ihn, nach der Erlangung des Doktorgrades dem Ruf nach Berlin zu folgen.

### Prediger in Berlin
So zog Abbadie im Frühling 1680 – noch vor der Rücknahme des Edikts von Nantes – nach Berlin und hielt dort zur Probe einige Predigten, so erstmals am 2. Mai 1680. Schließlich wurde am 4. September 1680 vom Hofprediger Friedrich Wilhelms, Georg Conrad Bergius, nach dem Ritus der deutschen reformierten Kirche ordiniert. Danach wirkte er erfolgreich als Theologe der reformierten Gemeinde seiner Landsleute in Berlin und erfreute sich großer Beliebtheit. Zunächst diente ihm ein Appartement des Grafen d’Espence als kirchlicher Versammlungsort seiner Gläubigen. Seine Predigten, in denen er erneut seine Rednergabe unter Beweis stellte, hörten sich auch der Kurfürst und dessen Familie öfters an. In Frankreich sahen sich die Hugenotten unterdessen zunehmenden Repressionen ausgesetzt. Dies gab Abbadies Predigten eine zusätzliche politische Note. In der damaligen Zeit sah er sich mit dem Vorwurf konfrontiert, dass er in einer seiner Predigten Ludwig XIV. mit einem Pharao und Antiochus verglichen habe; hierdurch sei der Sonnenkönig von ihm beleidigt worden. Er widerlegte aber diese Vorhaltungen durch Übergabe des Textes der beanstandeten Predigt an den Comte de Rébenac, der als Ludwigs Gesandter in Berlin weilte. In der Folge fuhr Abbadie trotz dieses Vorfalls fort, u. a. in von ihm ab 1683 abgehaltenen liturgischen Gottesdiensten auf das Schicksal der in Frankreich bedrängten Hugenotten aufmerksam zu machen.
Abbadie widmete sich auch der Schaffung einer Kirchenordnung für seine Gemeinde und der Sorge für deren geregeltes Alltagsleben. Diese Aufgabe umfasste u. a. die Einrichtung eines Ältestenrats, der in kirchlichen Belangen zu entscheiden hatte, ferner den Religionsunterricht sowie die Fürsorge für mittellose Gemeindemitglieder und Waisenkinder. Die städtischen Lutheraner beobachteten diese Tätigkeit des französischen Predigers misstrauisch, da sie Angst vor einer zu großen Stärkung der Berliner Reformierten hatten. Sie streuten daher, als die Prinzessin Elisabeth Henriette von Hessen-Kassel 1683 starb, das Gerücht, dass die Hugenotten die Schlosskapelle, die ihnen seit 1682 zur Verfügung stand, auch bei den für die Verstorbene abzuhaltenden Trauerzeremonien weiter für sich zu nutzen beabsichtigten. In Wirklichkeit hatte Abbadie bereits selbst um die Bereitstellung eines Ausweichquartiers für seine Gemeinde angesucht.
Während der neun Jahre in seiner Stellung als reformierter Prediger in Berlin verfasste Abbadie u. a. zwei Bände mit Predigten, drei Einzelpredigten sowie eine Lobrede auf Friedrich Wilhelm (1684), durch die er in der Achtung des von ihm gepriesenen Großen Kurfürsten stark stieg. Diese Schrift mehrte aber auch das Ansehen des Kurfürsten in Europa. Ferner schrieb Abbadie damals einen Traktat über die Eucharistie (1685) und als Hauptwerk seinen Traité de la vérité de la religion chrétienne  („Abhandlung über die Wahrheit der christlichen Religion“), den er 1684 in Rotterdam drucken ließ. Für letztgenannten Traktat, der zu den apologetischen christlichen Werken gehört, erhielt Abbadie große Anerkennung. Das Werk erlebte viele Auflagen und wurde ins Deutsche, Englische, Niederländische und Italienische übersetzt. Durch die Veröffentlichung dieser Schrift wollte Abbadie seine Zeitgenossen anregen, wieder in größerem Ausmaß christlich zu handeln. Das von ihm gewählte Thema, die Wahrheit der christlichen Religion aufzuzeigen, war zu seiner Zeit sehr aktuell, so dass damals zahlreiche apologetische Werke erschienen. Diese sollten der sichtbarer werdenden Säkularisierung der Gesellschaft entgegenwirken, durch die es zu verstärkter religiöser Indifferenz und zum Auseinanderdriften von tatsächlichen Lebensweisen und christlicher Moral gekommen war. Abbadie bemühte sich in seinem Werk, den Einklang von Vernunft und Offenbarung rational zu begründen, um so den Glauben an Gott wieder in das Zentrum des menschlichen Handelns zu rücken. Selbst sein späterer Widersacher Pierre Bayle lobte den Traktat als vernünftiges und sprachgewandtes Werk. Ebenso war für die Empfehlung von Abbadies Schrift die ihr von der Madame de Sévigné gezollte Anerkennung als „göttlichstes aller Bücher“ bedeutsam. Obwohl das Werk eine leicht antikatholische Polemik enthielt, wurde es auch von vielen Katholiken gelesen, auch am Hof Ludwigs XIV. Jürgen Splett meint indessen, dass Abbadie in seinem Traité de la vérité keinerlei konfessionelle Polemik geübt habe, weswegen diese von einem Calvinisten verfasste Abhandlung dem lutherischen Theologen Philipp Jacob Spener in seinem Traktat Verteidigung des Zeugnisses von der ewigen Gottheit unseres Herrn Jesu Christi … als Beispiel der Einigkeit der Protestanten in der Christologie habe dienen können.
Als König Ludwig XIV. im Oktober 1685 das Edikt von Nantes widerrief, war Abbadie maßgeblich am Erlass des Edikts von Potsdam beteiligt, in dem der brandenburgische Kurfürst die französischen Protestanten zur Ansiedlung in seinen Territorien einlud. In diesem Sinn beauftragte Friedrich Wilhelm noch im gleichen Jahr Abbadie, zahlreiche der nun in steigender Zahl – meist nach Holland oder England – ins Exil gehenden Hugenotten zum Umzug nach Brandenburg zu überreden. So sollte Abbadie nach Holland reisen, um Handwerker anzuwerben, die in Brandenburg Manufakturen aufbauen sollten. In Erfüllung dieser Mission begab sich Abbadie in den nächsten Jahren wiederholt nach Den Haag. Im Rahmen seiner diesbezüglichen Anstrengungen erreichte er beispielsweise, dass 109 als Handwerker ausgebildete französische Glaubensflüchtlinge im Dezember 1685 ein Schiff in Richtung Brandenburg bestiegen. Die Zahl der sich nun dort aufhaltenden Hugenotten stieg beträchtlich. Vergeblich war indessen Abbadies Versuch, den ebenfalls nach Den Haag geflohenen Prediger Jean Claude zur Übersiedlung in die kurfürstlichen Territorien zu veranlassen. Seinen früheren Lehrer Jean de la Placette vermochte er zwar zur Reise nach Berlin zu bewegen, doch folgte dieser dann einem Ruf der dänischen Königin Charlotte Amalie, als Hofprediger in Kopenhagen zu wirken.

### Abreise nach England aufgrund religiöser Konflikte
Als Abbadie, der seine Aufenthalte in Holland auch zum Druck seiner Werke nutzte, im Frühjahr 1686 wieder in Berlin weilte, sah er sich mit einem Konflikt innerhalb der Hugenottengemeinde Brandenburgs konfrontiert, die aufgrund ihrer mittlerweile deutlich größeren Mitgliederzahl nun von vier Predigern betreut wurde. Nachdem das Mittwochs-Konsistorium am 2. Februar 1687 die Verlesung der alten französischen Kirchenordnung (Discipline ecclésiastique) während ihrer Sitzungen beschlossen hatte, wurde am 13. Juni 1688 auch die Wiederherstellung der Kirchenordnung in ihrer alten Form in Brandenburg vereinbart. In diesem Fall hätte es keine Rangordnung unter den Predigern mehr gegeben. Bei zwei Gelegenheiten, im Juni und im November 1688, lehnte es Abbadie entschieden ab, diesen Beschluss zu unterschreiben. Seinen Widerstand begründete er u. a. mit der Feststellung, dass seine Ordinierung nach der deutschen Kirchenordnung erfolgt war.
Der große Förderer Abbadies, der Große Kurfürst, war am 29. Apriljul. / 9. Mai 1688greg. in Potsdam gestorben. Im Sommer 1689 kehrte Abbadie Berlin endgültig den Rücken und schloss sich dem ehemaligen französischen Marschall Friedrich von Schomberg an, der mit einem Kontingent Hugenotten den Prinzen Wilhelm von Oranien bei der Invasion Englands zum Sturz König Jakobs II. half. Inzwischen hatten sich Mitglieder des hugenottischen Konsistoriums, die von Charles Ancillon angeführt wurden, am 19. Juni 1689 eine Beschwerde beim neuen Kurfürsten Friedrich III. über Abbadies Unterschriftsverweigerung eingereicht. Die von Friedrich daraufhin eingesetzte Untersuchungskommission unterstützte Abbadies Gegner, woraufhin der Kurfürst am 7. Dezember 1689 die Gültigkeit der Discipline ecclésiastique anerkannte. Der bereits fern von Berlin weilende Abbadie erbat nun um seine Entlassung aus seinem Predigeramt in Brandenburg, die offiziell am 17. Junijul. / 27. Juni 1690greg. publiziert wurde.

### Prediger in London
Nach seiner Abreise aus Berlin traf Abbadie am 1. September 1689 mit Friedrich von Schomberg zusammen und begleitete diesen als Kaplan nach Irland. Dieser Feldherr fiel am 1. Julijul. / 11. Juli 1690greg. in der Schlacht am Boyne, woraufhin sich Abbadie Anfang Juli 1691 nach London begab. Er war auch bereits in England als eloquenter Prediger bekannt und wurde bald zum Pastor an der 1641 gegründeten französischen reformierten Kirche La Savoyen in Westminster ernannt. Bereits im irischen Feldlager hatte er mit der Niederschrift seiner moralphilosophischen Abhandlung über die Kunst der Selbsterkenntnis (L’art de se connaître soi-même, ou la recherche dess sources de la morale) begonnen, die er nun in London fertigstellte und 1692 in Rotterdam drucken ließ. Diese erfolgreiche Arbeit erlebte zahlreiche Auflagen und wurde ins Englische und Deutsche übersetzt. In dem Werk, das sich um den Weg zu einem guten Gewissen dreht, vertrat der Verfasser die Ansicht, dass ein den Mittelweg verfolgendes Handeln am ehesten die strengen christlichen Moralvorschriften mit den begrenzten menschlichen Fähigkeiten, die sich etwa in der Selbstliebe manifestierten, einigermaßen in Einklang zu bringen vermöge.
Abbadie ergriff für den Prinzen von Oranien, der mittlerweile als König Wilhelm III. den englischen Thron bestiegen hatte, in Form politischer Schriften Partei. So verfasste er 1692 das Werk Défense de la nation Britannique, in dem er die Glorious Revolution von 1688/89 und das damit verbundene Verhalten Wilhelms gegenüber seinem Schwiegervater Jakob II. sowie das Widerstandsrecht des Volks verteidigte. Damit reagierte er auf ein 1690 unter dem Titel Avis important aux réfugiés sur leur prochain retour en France veröffentlichtes Pamphlet, für dessen Autor fälschlicherweise Pierre Bayle gehalten wurde. Der Verfasser dieses Pamphlets hatte die französischen Emigranten darin ermahnt, dass sie ihre republikanische Gesinnung ablegen müssten, wenn sie in ihre Heimat zurückkehren wollten. Ferner schrieb Abbadie die Grabrede für Wilhelms verstorbene Gattin Maria II. (Panégyrique de Marie Stuart, reine d’Angleterre, d’Écosse, de France et d’Irlande, 1695). Als weitere Verteidigungsschrift für Wilhelm III. verfasste Abbadie 1696 die Histoire de la dernière conspiration d’Angleterre, in der über das im Februar 1696 verübte Attentat auf den englischen König berichtete. Für die Erstellung dieses auch ins Englische übersetzten Werks konnte er auf Originaldokumente zurückgreifen, die ihm der Earl von Portland und Sir William Trumbull zur Verfügung stellten.

### Aufenthalt in Irland; Tod
Das letztgenannte Werk hatte König Wilhelm III. derart zufriedengestellt, dass er seinen Staatssekretär William Trumbull anwies, im Januar 1697 die Lords Justices of Ireland brieflich zu ersuchen, Abbadie unverzüglich ein Benefizium in Irland zu übertragen. Der Prediger hegte diesen Wunsch, da er das Londoner Klima nicht vertrug. Für die damals vakante prestigeträchtige Position eines Dekans der St. Patrick’s Cathedral in Dublin kam Abbadie allerdings wegen seiner geringen Englischkenntnisse nicht infrage. Aus demselben Grund hatte auch bisher in England keine Beförderung in höhere Ämter erhalten. Nun wurde Abbadie zunächst zum Pfarrer von Aglishmartin und Castlecomer sowie zum Vikar von Odogh, Ballyragget und Donoughmore im Bistum Ossory ernannt. Im Mai 1699 erfolgte auf königlichen Befehl seine Berufung zum Dekan von Killaloe. Dieses Benefizium bot aber so geringe Einkünfte, dass Abbadie sich davon nicht einmal einen Sekretär leisten konnte. Er war enttäuscht und beklagte, dass er durch seinen Umzug nach Irland einen finanziellen Verlust erlitten habe, da er in den ihm zugewiesenen Pfründen nicht lebte und seine tatsächlichen Wohnquartiere mit seinem relativ geringen Einkommen bezahlen musste. Von 1699 bis 1703 siedelte er in Portarlington, wo es eine Hugenottengemeinde gab. Die Forderung des Bischofs von Kildare, William Moreton, dass sich die in seinem Amtsbezirk wohnenden Hugenotten der Anglikanischen Kirche unterordnen müssten, löste heftige Spannungen innerhalb der französischen Glaubensgemeinde aus. Abbadie sah sich in die Kontroversen verwickelt und zog daraufhin nach Dublin um. Aber auch hier gab es ähnliche Streitigkeiten, und der Dubliner Erzbischof William King verlangte, dass Abbadie die dorthin ausgewanderten Hugenotten zur Anpassung an den anglikanischen Glauben überreden solle.
Aufgrund von Abbadies herausgehobener Stellung als reformierter Prediger und theologischer Schriftsteller hatten die anglikanischen Behörden von ihm eine größere Autorität bei den in Irland lebenden Hugenotten erwartet. Doch viele dieser französischen Protestanten hielten Abbadie für arrogant und herablassend, was seine Führungsrolle untergrub. Er war über seine mangelnde Anerkennung enttäuscht, ebenso über seine vergeblichen Versuche, eine einträglichere Pfründe zu erhalten. Auch in höherem Alter war er immer noch schriftstellerisch tätig. So verfasste er u. a. die Streitschrift La vérité de la religion chrétienne réformée (1718), in der die Doktrinen der katholischen Lehre angriff. Sie wurde vom Bischof von Dromore, Ralph Lambert, zum Gebrauch für die Konversion der römisch-katholischen Gläubigen seiner Diözese ins Englische übersetzt. Ferner schrieb Abbadie einen Kommentar über die Apokalypse (Le triomphe de la providence et de la religion, 1723), durch den er erneut die Wahrheit der christlichen Lehre erweisen wollte. Von 1720 bis 1723 hielt er sich in Amsterdam auf, um eine neue Ausgabe seiner Werke vorzubereiten 1723 kehrte er nach Irland zurück. Hugh Boulter, Erzbischof von Armagh, wandte sich 1726 zwecks Verbesserung von Abbadies prekärer finanzieller Situation vergeblich an John Carteret, Lord Lieutenant of Ireland, Mit einem von Boulter aufgesetzten Empfehlungsschreiben für den Londoner Bischof Edmund Gibson ausgestattet, verließ der mittlerweile ungeduldig gewordene Abbadie im September 1726 Irland und ließ sich im Londoner Vorort Marylebone nieder. Dort überarbeitete er seine gedruckten Werke für eine vierbändige Gesamtausgabe, die auch zwei unveröffentlichte Abhandlungen (Nouvelle Manière de prouver l’Immortalité de l’Âme und Notes sur le Commentaire philosophique de M. Bayle) inkludieren sollte. Diese beiden Traktate blieben unvollendet und nach Abbadies Tod verschollen. Er starb am 25. September 1727 in Marylebone und wurde auf dem dortigen Friedhof beigesetzt.

## Werke
- Sermons sur divers textes de l’Écriture, Leiden 1681
- Sermon sur Apocalypse chap. 14 v. 13 prononcé à l’occasion de la mort de Son Altesse Sérénissime Madame la Princesse électorale de Brandebourg, Kölln an der Spree 1683
- Panégyrique de Monseigneur l’électeur de Brandebourg, Frédéric Guillaume, Berlin und Rotterdam 1684; deutsche Übersetzung von Charles des Hayes, Berlin 1685; italienische Übersetzung von Gregor Leti, Amsterdam 1687
- Traité de la Vérité de la religion chrétienne, 2 Bände, Rotterdam 1684; 2. verbesserte Auflage, Rotterdam 1688; englische Übersetzung von Henry Lussan, 2 Bände, London 1694; deutsche Übersetzung von C. L. Bilderbeck: Die triumphierende christliche Religion …, Frankfurt und Leipzig 1713
- Réflexions sur la présence réelle du corps de Jésus-Christ dans l’Eucharistie, comprises en diverses lettres, Den Haag 1685; Rotterdam 1713; englische Übersetzung von John W. Hamersley: The chemical change in the Eucharist, London 1867
- Les caractères du Chrétien et du Christianisme, marqués dans trois sermons sur divers textes de l’Écriture avec des réflexions sur les afflictions de l’Église, Den Haag 1686 und 1695
- Sermon prononcé à l’occasion du couronnement de l’électeur de Brandebourg, 13 juin 1688, Berlin 1688
- Traité de la divinité de Notre Seigneur Jésus-Christ, Rotterdam 1689; 7. Auflage Amsterdam 1729; englische Übersetzung von Abraham Booth: The Deity of Jesus Christ essential to the Christian Religion, London 1777; deutsche Übersetzung von Johann Georg Angerer: Traktat von der Gottheit unseres Heilandes, Nürnberg 1754; Cöthen 1756
- Défense de la nation Britannique, où les droits de Dieu, de la nature et de la société sont clairement établis au sujet de la révolution d’Angleterre contre l’auteur de l’Avis important aux Réfugiés, London 1692; Den Haag 1693
- L’art de se connaître soi-même. Ou la Recherche des sources de la morale, 2 Teile, Rotterdam 1693; englische Übersetzung von Thomas Woodcock: The Art of Knowing Oneself, Oxford 1695 und 1698; deutsche Übersetzung: Kunst sich selbst zu erkennen, oder Untersuchungen des Ursprungs der Tugend-Lehre, Augsburg 1712
- Panégyrique de Marie Stuart, reine d’Angleterre, d’Écosse, de France et d’Irlande, de glorieuse mémoire, décédée à Kensington le 28 décembre 1694, Berlin 1695; deutsche Übersetzung von Gottfried Langen: Lob-Rede der unvergleichlichen Maria Stuart, gewesenenen Königin von England, Schottland und Irland, Leipzig und Berlin 1695
- Histoire de la dernière conspiration d’Angleterre avec le détail des diverses entreprises contre le roi et la nation qui ont précédé ce dernier attentat, London 1696; englische Übersetzung: The history of the late conspiracy against the king and the nation, with a particular account of the Lancashire plot, London 1696
- La Vérité de la religion chrétienne réformée, Rotterdam 1718
- Le Triomphe de la Providence et de la Religion, ou l’ouverture des sept sceaux par le fils de Dieu, … avec une nouvelle et très sensible démonstration de la vérité de la religion chrétienne, Amsterdam 1723